# James Chapman (explorateur)
James Chapman (Le Cap, 27 décembre 1831-Du Toit's Pan (Kimberley), 4 février 1872) est un explorateur, chasseur et photographe sud-africain.

## Biographie
Greffier en chef du ministère des Affaires autochtones (1848), il s'installe comme commerçant à Potchefstroom (1849). Entre 1852 et 1864, il est engagé dans de nombreuses expéditions marchandes à destination de Nama et Damaraland.
En 1852, il explore le Limpopo et le pays des Ngwatos où il se lie d’amitié avec Khama, un des fils de Sekgoma, chef Bamangwato qu'il engage dans une expédition sur la Kwando. Il remonte aussi 110 km du Zambèze et visite les chutes Victoria.
Avec Samuel H. Edwards, il lance en 1854 une nouvelle expédition au Lac Ngami et parcourt toute la zone entre le Bechuanaland et le Zambèze. Il voyage ensuite au nord de l'Okavango (1855) et est un des tout premiers à prendre des photographies du pays. En 1858, il accompagne David Livingstone sur le Zambèze et est le premier à peindre et photographier le célèbre explorateur.
De décembre 1860 à septembre 1864, il fait partie de l'expédition de Thomas Baines dont le but était d'explorer le Zambèze des chutes Victoria jusqu’à son delta et de tester la navigabilité du fleuve. Le voyage s'avère être un échec et il en revient malade et ruiné. Malgré cela, elle est connue pour avoir été la première utilisation d'une caméra stéréoscopique dans une expédition. La taille des négatifs était d'environ 6 x 4,5 pouces et d'assez mauvaise qualité. Les gravures de ces photographies sont conservées au Musée Africana de Johannesburg.
Il voyage par la suite encore avec Francis Galton et Charles John Andersson et participe à plusieurs expéditions de chasse de 1864 à 1871.
Un de ses fils, Charles Henry Chapman, est mort en 1912 dans le naufrage du Titanic.

## Œuvres
- Travels in the Interior of South Africa, 1868